# La mort de l'escolà
La mort de l'escolà és una composició coral d'Antoni Nicolau amb text de Jacint Verdaguer.
De caràcter popular i riquesa harmònica, fou estrenada per l'Orfeó Català l'1 de gener de 1900. El poema és un dels més populars dels que Verdaguer dedicà al monestir de Montserrat i s'inspirà en un fet real, la història d'un escolà al qual li toca el seu violí màgicament mentre puja al cel.